# Los Angeles Chargers
 Los Angeles Chargers är ett professionellt lag i amerikansk fotboll som spelar i National Football League (NFL). Laget hör hemma i Inglewood, en förort till Los Angeles, i Kalifornien i USA. Klubbens hemmaarena är Sofi Stadium. Klubben har tidigare spelat i San Diego.

## Grundat
1959 som ett av de lag som startade American Football League (AFL).

## Hemmaarena
Sedan 2020 delar Chargers hemmaarenan Sofi Stadium med Los Angeles Rams. Dessförinnan spelade Chargers på Dignity Health Sports Park i Carson.
Under åren i San Diego spelade Chargers först i Balboa Stadium (1961–1966) och därefter i San Diego Stadium (1967–2017).
Under debutsäsongen 1960 spelade Chargers i Los Angeles Memorial Coliseum.

## Matchdräkt
- Hemma: Marinblå tröja med vita ärmar och vit text, vita byxor med blå/gul/vita revärer.
- Borta: Vit tröja med blå/gul text, marinblå byxor med vit/gula revärer.
- Hjälm: Vita med en gul och vit blixt på sidorna.

## Mästerskapsvinster
2 (1963 och 1994). 

## Super Bowl
- Nummer XXIX 1995 med förlust mot San Francisco 49ers.

## Huvudtränare
- Sid Gillman (1960–1969)
- Charlie Waller (1969–1970)
- Sid Gillman (1971)
- Harland Svare (1971–1973)
- Ron Waller (1973)
- Tommy Prothro (1974–1978)
- Don Coryell (1978–1986)
- Al Saunders (1986–1988)
- Dan Henning (1989–1991)
- Bobby Ross (1992–1996)
- Kevin Gilbride (1997–1998)
- June Jones (1998)
- Mike Riley (1999–2001)
- Marty Schottenheimer (2002–2006)
- Norv Turner (2007–2012)
- Mike McCoy (2013–2016)
- Anthony Lynn (2017–2020)
- Brandon Staley (2021–2023)
- Giff Smith (2023)
- Jim Harbaugh (2024–)